# Carlo Cattaneo (calciatore)
Carlo Cattaneo (Crema, 22 giugno 1915 – ...) è stato un calciatore italiano, di ruolo attaccante.

## Carriera
Dopo gli esordi nel Crema, debutta in Serie B con il Fanfulla nel campionato 1938-1939; con i lodigiani disputa complessivamente cinque campionati cadetti per un totale di 155 presenze e 22 reti in Serie B, oltre a 12 presenze nel Campionato Alta Italia 1944.
Nella stagione 1946-1947 torna al Crema, con cui colleziona 65 presenze segnando 11 gol in due campionati di Serie B.